# Lord Allan Velasco
Lord Allan Jay Quinto Velasco (Manila, 9 novembre 1977) è un politico filippino.
Avvocato di professione, ha iniziato la propria carriera politica come amministratore provinciale a Marinduque, per poi essere eletto come rappresentante del suo distretto legislativo al Congresso delle Filippine. Nell'ottobre 2020 è eletto presidente (Speaker) della Camera dei rappresentanti.

## Biografia
Figlio dell'ex giudice della Corte suprema delle Filippine Presbitero Velasco Jr. e della moglie Lorna Quinto, studia business administration presso l'Università De La Salle e giurisprudenza all'Università di Santo Tomás.
Dopo aver lavorato come amministratore provinciale di Marinduque, nel 2009 decide di entrare nel mondo della politica come membro del Lakas–CMD, partito della presidente uscente Arroyo. Eletto l'anno seguente come rappresentante del distretto legislativo di Marinduque al Congresso filippino, dopo un solo mandato è sconfitto dalla liberale Reyes (figlia della ben più nota Carmencita Reyes): lo status di cittadina statunitense dell'avversaria al momento delle elezioni, tuttavia, è oggetto di una protesta da parte di Velasco – sia presso la Corte Suprema che verso la Commissione per le Elezioni (COMELEC) – che il 1º febbraio 2016 è dichiarato vincitore legittimo a seguito della squalifica della Reyes.
Allora aderente dell'NUP, partito di orientamento nazional-conservatore e cristiano-democratico, a seguito della vittoria di Duterte alle presidenziali del 2016 decide di unirsi alla super-maggioranza del Congresso come membro del popolare PDP–Laban. Il 12 ottobre 2020, al termine di un lungo e acceso contenzioso con il collega nonché speaker uscente Cayetano, è eletto Presidente della Camera con 186 voti favorevoli.